# 明治製菓提供ザ・ビートルズ
『明治製菓提供ザ・ビートルズ』（めいじせいかいていきょうザ・ビートルズ）は1980年（昭和55年）10月11日から1981年（昭和56年）4月4日まで（全26回）、文化放送で放送されたラジオ音楽番組である。明治製菓（現・明治）の一社提供番組。1981年1月4日 午前1時 - 3時には「ビートルズスペシャル”81」を放送した。
デビュー当時のHOUND DOGの大友康平がDJを務め、毎週ビートルズのアルバム特集などがあった。
放送期間中の1980年12月にジョン・レノンの射殺事件をうけ、12月13日から12月27日まではジョン・レノン追悼のため、ジョンの曲を選曲し放送した。

## 概要
- 放送局：文化放送
- 放送期間：1980年10月から1981年4月まで
- 放送時間：土曜日23時30分から翌0時まで
- DJ：大友康平（HOUND DOG）
- 提供：明治製菓（現：明治）
- オープニングテーマ曲：弦楽による「抱きしめたい」（ジョージマーティンオーケストラ）

| スタブアイコン | サブスタブ | この項目は、まだ閲覧者の調べものの参照としては役立たない、ラジオ番組に関連した書きかけの項目です。この項目を加筆・訂正などしてくださる協力者を求めています（P:ラジオ/PJ:放送番組）。 |